# サラエヴォのバラ

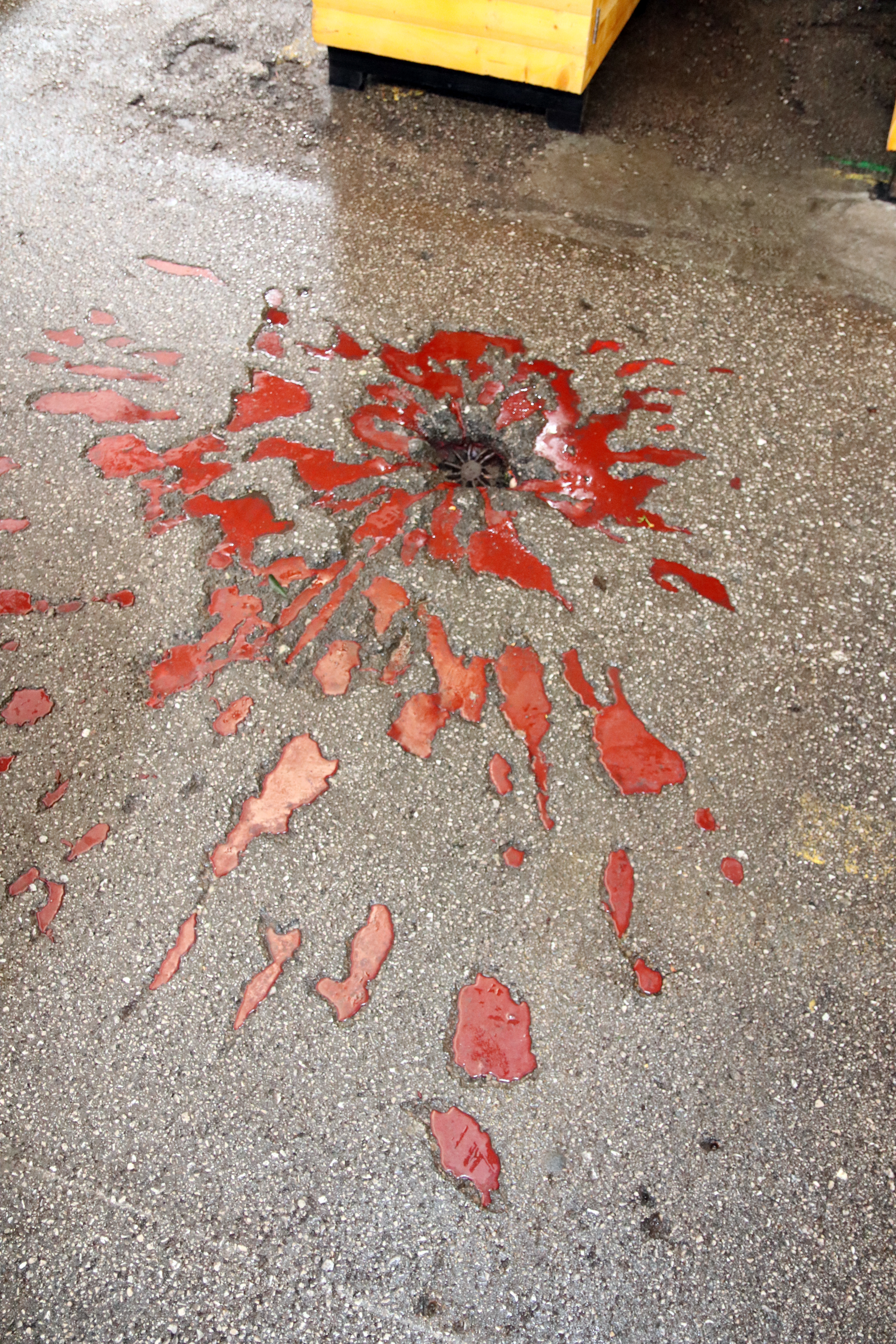
サラエヴォのバラ

サラエヴォのバラ（ボスニア語: Sarajevske ruže）とは、ボスニア・ヘルツェゴビナの首都サラエヴォにある、迫撃砲の砲弾による死者を出した爆発の跡を、後に赤い樹脂で埋めたものである。樹脂が花の様に配列している事からこのように呼ばれている。

## 歴史
ユーゴスラビア社会主義連邦共和国の解体に伴って発生したボスニア・ヘルツェゴビナ紛争では、スルプスカ共和国軍が大砲をサラエヴォ近郊の丘陵地に展開し、1992年5月2日からサラエヴォを包囲下に置いた。スルプスカ共和国軍は市内に毎日平均300個以上の砲弾を投下したと推定されており、12,000人以上が死亡したとされている。

## 現在
サラエヴォ市内全域にわたってサラエヴォのバラは存在しているが、アスファルト舗装によってなくなっている箇所もある。